# Griftefrid
Griftefrid eller gravfrid kan beskrivas som ett lagstadgat krav på respektfull behandling av det objekt som en avlidens kvarlevor utgör.
Till ansvar för gravfridsbrott (tidigare brott mot griftefriden) dömes den som obehörigen flyttar, skadar eller skymfligen behandlar lik eller avlidens aska, öppnar grav eller på annat sätt gör skada på kista, urna, grav eller något annat vilorum för de döda. Gravfridsbrott är ett brott som har straffskalan böter eller fängelse i högst två år enligt brottsbalken 16 kap. 10 §.